# 多謝款待
《多謝款待》（日語：ごちそうさん），是日本放送協會（NHK）於2013年下半年播出的第89部晨間小說連續劇，NHK大阪放送局製作，由杏主演。

## 概要
2012年11月12日，NHK舉辦記者招待會，公布第89部晨間小說連續劇定名為《多謝款待》，以及透過徵選選出女演員杏為女主角的消息。在記者會上，除了故事大綱外，亦公布該劇的編劇是曾為《在世界的中心呼喊愛情》、《仁者俠醫》等電視劇撰寫劇本的森下佳子。該劇設定的時間為明治44年（1911）至昭和22年（1947）。
《多謝款待》在關東地區和關西地區的第一集平均收視率分別為22.0%和18.2%。

## 角色列表

### 主角家庭
| 角色                              | 演員                                             | 國語配音 | 粵語配音                   | 介紹 |
| 卯野芽以子 （卯野め以子） ↓ 西門芽以子 （西門め以子） | 杏（童年時期：豐嶋花）                           | 馮嘉德   | 魏惠娥                     | 出生在東京一戶經營西餐廳的人家，從小已經很貪吃，對食物的熱情要比別人高一倍。在大正時期浪漫地度過了自己的學生歲月，與在大阪出生的大學生西門悠太郎邂逅，思想從「自己想要吃」轉變為「想讓別人吃」。她硬是追求並嫁給悠太郎，婚後與他回到了大阪。西門家是大阪的世家，起初芽以子對如何處理這樣的家庭關係不知如何是好，然而她不只是想讓悠太郎幸福而是要讓整個西門家都獲得幸福，抱著這樣強烈的信念，懷著對食物近乎固執的熱愛之情，學到了具有“講究飲食的大阪”的日餐的精髓。正是芽以子用心製作的料理使整個西門一家人長期的矛盾逐漸化解，彼此之間更加團結。 |
| 西門悠太郎                        | 東出昌大（童年時期：細田龍之介）                 | 黃天佑   | 黃積權（童年时期：黃麗芳） | 在大阪的世家長大，在東京的帝都大學（帝大）上學並寄住在芽以子的家中，愛諷刺別人和說風涼話卻擁有不可思議的幽默感。因為母親死於發生在大阪的火災，因此懷著“要建造世界上最安全的房屋”的夢想到東京求學。他實際上是個內心正義感極強的男子。 |
| 西門福久 （西門ふ久） ↓ 諸岡福久          | 松浦雅（童年時期：原見朋花／幼年時期：森山咲瑠） |          | 廖杏茵                     | 悠太郎與芽以子的長女。 |
| 西門泰介                          | 菅田將暉（童年時期：三澤瑠斗）                   |          | 張裕東、葉曉欣（童年時期） | 悠太郎與芽以子的長男。 |
| 西門活男                          | 西畑大吾（童年時期：二宮輝生）                   |          | 巫哲棋、劉惠雲（童年時期） | 悠太郎與芽以子的次男。 |

### 東京的人們

#### 卯野家
| 角色        | 演員                         | 國語配音 | 粵語配音                   | 介紹 |
| 卯野寅 （卯野トラ） | 吉行和子（兼任旁白）         | 杜素真   | 林丹鳳                     | 郁的母親，在女兒夫婦創辦西餐廳「開明軒」的時候寄予厚望，並幫他們做家務和撫養孩子，呵護著貪吃的外孫女，並說，「喜愛食物是沒錯的，因為那是人的本能」，信奉著那是具有生命力的表現的理念。她教導著芽以子，「以前的人招待客人的時候，必須騎馬到處收集食材，因此才會用「多謝款待（ご馳走樣）」來感謝對方為了自己如此辛苦地張羅料理」。正是這樣的教導使芽以子形成了熱愛食物的人生觀。擅長製作米糠醬菜的她在逝世後，靈魂依然依附在醃漬醬菜的米糠罐（ぬか床）上，守護著芽以子。 |
| 卯野大五    | 原田泰造                     | 林谷珍   | 張錦江                     | 西餐廳「開明軒」的主廚。原先是農家出生的第五個孩子，因此得名大五，在東京酒店的餐廳作實習廚師時邂逅了妻子郁，並有了獨立開店的計劃。在西餐還很罕見的時代中，大五苦心修煉自己的廚藝。在芽以子等人的幫助下轉型成「速食西餐」，並且使自己的店步入正軌。他給予了芽以子貪吃與熱愛製作料理的的性格，因此可以說是他遺傳給了芽以子樂觀的基因。 |
| 卯野 （卯野イク）   | 財前直見                     | 楊凱凱   | 朱妙蘭                     | 在東京長大，性格開朗，有很強的本領並支持著懦弱的丈夫，從接待客人到經理的工作全部是由她一個人負責，她為創辦西餐廳也付出了很多的努力。她對貪吃的芽以子的前途很擔心並且經常對芽以子進行說教，在與悠太郎見面後，驚訝地發現芽以子那種“想讓別人開心地吃東西”的心情，並為之感染。因此默默地支持著芽以子與悠太郎的戀情。 |
| 卯野照生    | 井之脇海（童年時期：山崎掌） | 林谷珍   | 陳灝瑋、黃瑩瑩（童年時期） | 芽以子的弟弟，從小就被貪吃的姐姐搶走所有的食物。小學畢業後便跟隨大五開始學習廚藝，曾經有過升學的打算，很羨慕上女子學校的姐姐芽以子。 |

#### 其他
- 山本：城土井大智（香港配音：李安邦）

「開明軒」的實習廚師。
- 和尚：龜井賢二（香港配音：朱子聰）

寅小時候的朋友。
- 紳士：松井桂三（日语：松井桂三）（香港配音：蕭徽勇）

在芽以子小時候光顧「開明軒」的客人，後於報紙上批評「開明軒」。
- 室井幸齋：山中崇（日语：山中崇）（台灣配音：黃天佑；香港配音：關令翹）

「開明軒」的常客，小說家。
- 新井社長：南條好輝（日语：南条好輝）（香港配音：葉振聲）

「開明軒」的常客。
- 千代：藤田聖理（香港配音：羅孔柔）

芽以子的朋友。
- 賢二郎：向鈴鳥（香港配音：謝潔貞）

源太的朋友。
- 太：森遥野（香港配音：伍秀霞）

源太的朋友。
- 黑田：金替康博（香港配音：麥皓豐）

草莓種植研究員。
- 白川：伊藤炎魔（香港配音：蕭徽勇）

草莓種植研究員。
- 堀之端櫻子→室井櫻子：前田亞季（台灣配音：杜素真；香港配音：曾佩儀）

芽以子的同學。有權有勢企業家的女兒，學校的風雲人物。個性開朗，敢愛敢恨。
- 野川民子：宮嶋麻衣（日语：宮嶋麻衣）（台灣配音：楊凱凱；香港配音：黃瑩瑩）

芽以子的同學。文靜清純，楚楚可憐。喜歡讀書，將來想成為教師。
- 宮本老師：奧貫薰（日语：奥貫薫）（香港配音：沈小蘭）

芽以子的烹飪教師。
- 熊媽：松寺千恵美（日语：松寺千恵美）（香港配音：伍秀霞）

在卯野家工作的僕人，很關心芽以子的未來。
- 阿玉：郷原慧（香港配音：林元春）

「開明軒」的員工。
- 近藤學：石田卓也（台灣配音：宋克軍；香港配音：李致林）

因住宿問題介紹悠太郎進入卯野家，是故事初始發展的契機。同時也是悠太郎在帝大的同學。
- 村井亞貴子→松田亞貴子→島津亞貴子：加藤愛（童年時期：野田琴乃）（香港配音：張頌欣）

悠太郎的青梅竹馬。小時候因為大阪的大火而失去了雙親，日後受村井家資助，並以與村井家長男結婚為條件，遠赴東京讀書，最終目標是成為一名醫生。昭和6年（1931）丈夫去世，改回本姓松田。之後與年紀比自己小的軍醫再婚。與有著相同遭遇的悠太郎有共鳴，二人互相鼓勵，一起追尋自己的夢想。
- 竹元勇三：室剛（香港配音：葉振聲）

留美的天才建築師。後被任命為京都帝國大學的教授，應大阪市政府邀請作為大阪市城市規劃業務的監督。
- 教授：及川達郎（香港配音：劉昭文）

帝大的教授。建議悠太郎留在東京工作。
- 櫻子哥哥的朋友：吉田佳（香港配音：劉奕希）

角色名字不詳。櫻子的心儀對象。被櫻子和民子稱呼為「書籤先生」。
- 丸岡真次郎：千原靖史（青年時期：中村織央）（香港配音：李鎮然（青年時期））

太一郎的次男。芽以子的相親對象。
- 丸岡太一郎：東康平

餐廳“丸屋”的老闆。真次郎的父親。
- “丸屋”的老闆娘：廣綠（日语：ひろみどり）（香港配音：袁淑珍）

真次郎的母親。

### 大阪的人們

#### 西門家
| 角色                | 演員                           | 國語配音 | 粵語配音 | 介紹 |
| 西門正藏            | 近藤正臣（青年時期：小堀正博） |          | 黃子敬   | 芽以子的公公。任職礦業公司工程師時期妻子去世，他便辭去了工作，因此家中的經濟狀況便陷入了困境。因為續弦妻子靜與長女和枝的對立，他在束手無策的情況下離家出走。正藏乍看貪戀女色，卻是一個溫柔的人。深受複雜的人際關係困擾，也經常被兒子悠太郎斥責為一個「沒有責任感的男人」。身邊的事情全都自己做，與芽以子一樣都是天生的「貪吃鬼」，人稱「剩菜伯」，擅長將一般人認為該丟棄的剩菜作成美味料理。在外以「酉井捨藏」的化名自稱。 |
| 西門靜              | 宮崎美子（童年時期：古和咲紀） | 杜素真   | 蔡惠萍   | 悠太郎的繼母。原本是個受歡迎的藝妓，藝名「千代菊」。乍一看非常通情達理並且很開朗，總之是一個很好的婆婆，但另一方面卻有著不可名狀的隔閡。作為正藏的後妻，為了照顧他的幼小的孩子們而嫁了過來。後來被回到家來的長女和枝奪走了「當家」的位置。非常喜歡和服，經常為了買和服而偷偷拿家中的金錢，好幾次差點讓家計陷入困境，讓家人相當苦惱。 |
| 西門和枝→山下和枝   | 木村綠子                       | 楊凱凱   | 許盈     | 悠太郎的大姐，西門家的長女。經常刁難芽以子。 和枝的婆家有個嚴厲的大姐，因為自己的孩子在很小的時候夭折了，因此與丈夫離婚回到了娘家，卻遇上繼母靜姨，從繼母靜姨爭奪到當家人的位置，開始掌管西門家的財政大權。從婆家歸來後內心很受傷，視從東京嫁過來的芽以子為眼中釘，不但把她成女傭使喚，還對她做的料理挑三撿四，讓芽以子傷透腦筋。最終無法忍受與芽以子在同一屋簷下，藉「被趕出家門」為由再嫁山下一家，也與之約定要一輩子對對方使壞，但內心已漸漸軟化。 在戰爭末期接受逃難的西門母子，要求他們自行種田產糧食。聽佃農得知原本和枝的公公都不收店租，但死後和枝反而開始挨家挨戶收租，但同時也教導佃農耕種的技巧。後在芽衣子喪子之痛時，教導撐下去的經驗。戰後以確認轉讓房屋名義回大坂拜訪西門一家。 和枝之下的西門家次女富美、三女滿子、四女志穗及五女阿逸（中道裕子、中野螢、原口志保及柳澤美由紀飾演）個性與大姐如同一徹，平時與娘家甚少聯絡，只在悠太郎與芽以子辦婚禮時才與大姐出席婚宴。 |
| 西門希子→川久保希子 | 高畑充希（童年時期：荒田悠良） |          | 凌晞     | 悠太郎的妹妹，西門家的六女。是個被強勢的姐姐與繼母弄得苦不堪言，有些懦弱並且笨拙的女孩，但在芽以子的努力下逐漸找到自信。天生有一副好歌喉，機緣巧合下到廣播站工作，發揮了自己的天份，最終與同事川久保啓司結婚。 註：飾演西門希子的高畑充希為 NHK 2016年上半年的第94部晨間劇《大姊當家》女主角。 |
| 川久保啓司          | 茂山逸平                       |          | 梁偉德   | 希子在大阪電台工作的同事，後為希子的丈夫。 |

#### 其他
- 泉源太：和田正人（童年時期：屋島昴大）（香港配音：林筠翔、雷碧娜（童年時期））

小時候經常與芽以子一起品嚐美食，後來因為家庭的緣故搬到了大阪，與嫁到大阪的芽以子相見時，他正在市場工作，因此向芽以子介紹了不少大阪的食材。
- 住在長屋的女性：黑坂真美（日语：黒坂真美）（香港配音：黃淑芬）

住在正藏獨居地附近的謎樣女子。與正藏的關係不明，經常替正藏幫忙家務。
- 染丸：馬場園梓（亞洲二人組（日语：アジアン））（香港配音：何璐怡）

住在正藏獨居地附近的藝妓。源太名義上的女友。
- 藤井耕作：木本武宏（日语：木本武宏）（TKO（日语：TKO (お笑いコンビ)））（香港配音：潘文柏）

大阪市政府建築課長。性格隨和。
- 大村宋介：德井優（日语：徳井優）（香港配音：馮錦堂）

悠太郎在建築課工作的前輩，資歷20年的木結構建築設計老手。
- 新条助役：曾我廼家八十吉（日语：曾我廼家八十吉）（香港配音：招世亮）

大阪市政府副市長。
- 市政府上級：永田周作

調動悠太郎到防火改修課的人。
- 中西：酒井高陽（香港配音：李錦綸）

悠太郎在防火改修課工作的同事。
- 恩田：要冷藏（日语：要冷蔵）（香港配音：盧國權）

大阪市政府的副官長。
- 定吉：蟷螂襲（日语：蟷螂襲）（香港配音：李錦綸）

乾貨店「滿惣」店主。
- 銀次：西川忠志（日语：西川忠志）（香港配音：蕭徽勇）

魚屋「魚喜」店主。
- 阿種：山崎千惠子（日语：山崎千惠子）（香港配音：曾秀清）

八百屋（蔬果店）「八百幸」店主。
- 松尾：鍋島浩（香港配音：劉奕希）

源太工作的肉店「牛樂商店」店主。
- 阿富：前田由美（香港配音：黃玉娟）

松尾的妻子，「牛樂商店」的老闆娘。
- 高木馬介：中村靖日（日语：中村靖日）（香港配音：麥皓豐）

咖啡室「馬介」的老闆。
- 高木龍子：木全晶子（香港配音：柚子蜜）

馬介的姊姊。音樂素養極高。
- 倉田義男：綾田俊樹（日语：綾田俊樹）（香港配音：朱子聰）

與西門家有一段很長時間交流的資産家。
- 烏龍麵店老闆：逢坂淳（日语：レツゴー三匹）（香港配音：盧國權）

悠太郎光顧的烏龍麵店店主，在一個偶然的機會令芽以子品嚐到昆布的鮮味。
- 關口老師：向井佐都子（日语：むかいさとこ）（香港配音：梁少霞）

希子就讀女校的班主任。
- 吉村：三谷昌登（香港配音：鄧志堅）

煤氣公司的員工。為西門家免費安裝煤氣爐。
- 玉助：鈴木一輝（香港配音：鍾見麟）

大阪紙張批發商「三島」老闆的兒子。
- 紙批發商老闆：小松健悦（香港配音：張炳強）

玉助的父親。
- 紙批發商老闆娘：林英世（日语：林英世）（香港配音：雷碧娜）

玉助的母親。
- 安西真之介：古舘寛治（日语：古舘寛治）（香港配音：陳欣）

自稱京都帝國大學經濟學教授，打扮成中年紳士的騙子。通過股票交易接近和枝並騙取其金錢。真正的安西（名村克良飾演；香港配音：林國雄）是一個白髮蒼蒼的老人。
- 谷川文：星野真里（香港配音：鄭麗麗）

關東大地震時，在西門家附近的避難所避難的女人，一直拒絕進食。丈夫和兩個兒子在地震中遇難。
- 勝田半次郎：土田英生（日语：土田英生）（香港配音：黃啟昌）

關東大地震時，在西門家附近的避難所避難的男人。
- 阿雅：一木美貴子（日语：一木美貴子）（香港配音：陸惠玲）

在關東大地震的避難所幫忙做飯的婦女。
- 岩淵護：內藤裕敬（香港配音：陳永信）

自稱是正藏前下屬的男子，曾與正藏一起從事採礦工作。
- 產婆：鴨鈴女（香港配音：袁淑珍）

負責接生福久的接生員。
- 池本元：八十田勇一（日语：八十田勇一）（香港配音：張炳強）

悠太郎的上司，高速地下鐵路興建工程的現場監督。
- 石川公之助：長江健次（日语：長江健次）（香港配音：馮志輝）

高速地下鐵路興建工程的土木工程負責人。
- 真田紳太郎：倉本發（日语：倉本発）（香港配音：鄧港文）

高速地下鐵路興建工程的建築師，悠太郎的下屬。
- 增岡要司：湯淺崇（香港配音：潘文柏）

高速地下鐵路興建工程的鋪設工作負責人，建築公司的現場監督。
- 木崎：矢野榮路（香港配音：招世亮）

建築公司的負責人。
- 高山多江：西村亞矢子（香港配音：梁少霞）

住在西門家附近的家庭主婦，國防婦女會的成員。
- 高山勝治：森本龍一（香港配音：陳廷軒）

多江的丈夫。
- 高山勝：向井照鷹（香港配音：蔡惠萍）

多江的兒子，福久的小學同學。
- 原佳枝：及川規久子（香港配音：謝潔貞）

白鳥女子專門學校的教師。
- 村上老師：白川明彦（香港配音：招世亮）

福久的小學班導師。
- 陌生男人：濱崎大介（香港配音：李鎮然）

本名是新吉。以喜歡希子的聲音為理由向希子求婚的男子。
- 醫生：泉祐介（香港配音：林國雄）

正藏急病暈倒時為他診治的醫生，並告訴芽以子正藏命不久矣。
- 甲田礦：小牧芽美（香港配音：陳琴雲）

住在西門家附近的家庭主婦，芽以子在國防婦女會的朋友。
- 福久的高中班導師：真砂享子（香港配音：袁淑珍）

不滿福久只顧鑽研學問的態度而出手打了她一巴掌。
- 社長：南出繁（日语：オール巨人）（香港配音：李錦綸）

建築材料的供應商。喜愛鑲金瓷器。
- 米屋：川上哲（日语：川上哲）（香港配音：蕭徽勇）

戰時在大阪負責分發大米配給的人。
- 男廣播員：重光萬石（香港配音：招世亮）

大阪電台報導戰事的廣播員。
- 小池：村尾英文（日语：村尾英文）（香港配音：蕭徽勇）

賣蔬菜和白米的黑市商人。
- 松島正子：德田尚美（日语：徳田尚美）（香港配音：袁淑珍）

國防婦女會的副會長。
- 岩見亮介：門田裕（香港配音：馮志輝）

太平洋戰爭時突然造訪馬介咖啡室的客人，要求吃火焰刨冰，身分是左派分子。
- 母親：宮本直子（日语：みやなおこ）（香港配音：黃麗芳）

在清拆房屋現場意外死亡的中學生之母親。
- 諸岡弘士：中山義紘（日语：中山義紘）（香港配音：張方正）

泰介高中學長，福久的丈夫。
- 諸岡菊子：中島瞳（香港配音：羅孔柔）

弘士的妹妹。福久的小姑。
- 諸岡加代：楠見薫（日语：楠見薫）（香港配音：沈小蘭）

弘士與菊子的母親。福久的婆婆。
- 諸岡勤：國木田河童（日语：国木田かっぱ）（本名：中辻信治）（香港配音：陳永信）

弘士與菊子的父親。福久的公公。
- 諸岡大吉：今西優真

弘士與福久的兒子。
- 室井文女：安部洋花（童年時期：杉本瑛）（香港配音：何寶珊）

室井夫妻的長女。
- 助產士：川本美由紀（香港配音：雷碧娜）

為福久接生的助產士。
- 站員：高見健（香港配音：李錦綸）

大阪市營地下鐵心齋橋站的站員。
- 澤田花：小酒井圓葉（日语：小酒井円葉）（香港配音：成瑤孆）

山下家的僕人。遵循和枝的指示。
- 澤田武夫：桂吉彌（日语：桂吉弥）（香港配音：黃啟昌）

在山下家工作的農民，花的父親。
- 軍人：森江流（香港配音：蕭徽勇）

交付泰介軍隊召集令的軍人。
- 軍人：淺井誠（香港配音：張炳強）

通知芽以子活男戰死的軍人。
- 男子：西川浩介（香港配音：胡家豪）

在大阪市假裝打聽親人的消息來搶劫芽以子的男子。
- 香月：波岡一喜（日语：波岡一喜）（香港配音：李安邦）

黑市中向攤商收取保護費的地頭蛇。
- 賣番薯的小販：勝野賢三（香港配音：鄧志堅）
- 真岡：三輪浩伸（香港配音：陳耀楠）

退役士兵。非常欣賞芽以子的米糠漬，並將三俵白米賣給芽以子。
- 和服店老闆：岡大介（日语：岡大介）（香港配音：林國雄）
- 小活：若林仁（香港配音：朱妙蘭）
- 退役士兵：中村大輝（日语：中村大輝）（香港配音：鄧志堅）

小活的哥哥。
- 大野：阿部達雄（香港配音：朱子聰）

希子在大阪電台工作的上司。
- 細川：福原正義（香港配音：林國雄）

倉田的朋友。
- 太田：藤田功次郎（香港配音：張炳強）

倉田的朋友。
- 莫里斯：湯瑪斯林德布魯（Thomas Lindbloom）（香港配音：黃啟昌）

駐日美軍上尉。
- 光峰：壬生真也（日语：みぶ真也）（香港配音：馮志輝）

倉田的朋友。生產油燈接口零件的工廠老闆。
- 小關：興津正太郎（日语：興津正太郎）（香港配音：李凱傑）

戰爭期間與活男在同一船上的士兵。
- 野川路代：逢澤莉娜（香港配音：黃昕瑜）

野川民子的姪女。

## 劇中料理
- 蛋包飯
- 蘇格蘭蛋
- 炒山藥豆納豆袋
- 西式飯糰
- 冷湯
- 昆布味噌湯
- 豆渣半助鍋
- 酸梅
- 炒冰
- 鰻魚羹
- 沙丁魚丸炸煎餅
- 關東煮
- 魚壽喜
- 日式冰淇淋
- 咖哩牛肉
- 柿子葉壽司
- 马铃薯炒飯
- 興亞建國麵包（日语：興亜建国パン）
- 南瓜湯
- 咖哩烏龍麵
- 酒糟醃蛋
- 輕目燒
- 茶粥和醃物
- 好吃豆薯
- 章魚飯
- 燒牛肉丼
- 番茄燉沙丁魚

## 迴響

### 收視率
总共150集的本剧最终平均收视率22.4%，这一成绩是过去十年来NHK晨间小说连续剧之冠，比近年兩部晨間劇《小海女》的20.6%和《小梅醫生》的20.7%還要高；同时也是2002年上半年《櫻花》的23.3%之后，再次超过22%的收视率。首周连续拿下了超过20%的高收视。这一好成绩，是NHK晨间小说连续剧档阔别十年再有的辉煌记录。其中關東地區最高單集收視率為第15集的27.3%，關西地區則是第148集的24.6%。

### 獎項
- 第32屆向田邦子獎（森下佳子）[5]
- 第80回日劇學院賞

| 獎項           | 提名/獲獎                                                    | 結果 |
| -------------- | ------------------------------------------------------------ | ---- |
| 最佳作品       | 多謝款待                                                     | 獲獎 |
| 最佳女主角     | 杏                                                           | 獲獎 |
| 最佳男配角     | 東出昌大                                                     | 獲獎 |
| 最佳女配角     | 木村綠子                                                     | 提名 |
| 最佳電視劇歌曲 | 《雨過天睛》柚子                                             | 提名 |
| 最佳劇本       | 森下佳子                                                     | 獲獎 |
| 最佳導演       | 木村隆文、小林大兒、福岡利武、盆子原誠、渡邊哲也、佐佐木善春 | 提名 |
| 特別獎         | 《多謝款待》裡的食物 (料理考據：飯島奈美、廣里貴子)          | 獲獎 |

## 播放歷史和收視

### 日本
| 週數                                                      | 集數    | 播放日期                | 中文標題     | 日文標題      | 導演       | 每週最高 單集收視率 |
| --------------------------------------------------------- | ------- | ----------------------- | ------------ | ------------- | ---------- | ------------------- |
| 1                                                         | 1-6     | 2013年 9月30日－10月5日 | 一期一會     | （） （【】） | 木村隆文   | 22.0%               |
| 2                                                         | 7-12    | 10月7日－10月12日       | 與你相遇     | （） （【】） | 木村隆文   | 22.5%               |
| 3                                                         | 13-18   | 10月14日－10月19日      | 說服我吧！   | （） （【】） | 小林大兒   | 27.3%               |
| 4                                                         | 19-24   | 10月21日－10月26日      | 愛心滿滿     | （） （【】） | 小林大兒   | 24.3%               |
| 5                                                         | 25-30   | 10月28日－11月2日       | 真正的心意   | （） （【】） | 木村隆文   | 23.2%               |
| 6                                                         | 31-36   | 11月4日－11月9日        | 心靈結合     | （） （【】） | 木村隆文   | 22.2%               |
| 7                                                         | 37-42   | 11月11日－11月16日      | 節約精神     | （） （【】） | 小林大兒   | 22.5%               |
| 8                                                         | 43-48   | 11月18日－11月23日      | 萬分抱歉     | （） （【】） | 福岡利武   | 23.6%               |
| 9                                                         | 49-54   | 11月25日－11月30日      | 深愛着你     | （） （【】） | 福岡利武   | 24.6%               |
| 10                                                        | 55-60   | 12月2日－12月7日        | 鰻妙祭典     | （）          | 小林大兒   | 24.5%               |
| 11                                                        | 61-66   | 12月9日－12月14日       | 說聲討厭     | （） （【】） | 盆子原誠   | 25.2%               |
| 12                                                        | 67-72   | 12月16日－12月21日      | 日日款待     | （）          | 木村隆文   | 23.5%               |
| 13                                                        | 73-78   | 12月23日－12月28日      | 福氣來臨     | （） （【】） | 盆子原誠   | 23.0%               |
| 14                                                        | 79-84   | 2014年 1月6日－1月11日  | 爱的力量     | （） （【】） | 木村隆文   | 23.4%               |
| 15                                                        | 85-90   | 1月13日－1月18日        | 今日分別     | （） （【】） | 福岡利武   | 23.9%               |
| 16                                                        | 91-96   | 1月20日－1月25日        | 最後的歸宿   | （） （【】） | 盆子原誠   | 24.7%               |
| 17                                                        | 97-102  | 1月27日－2月1日         | 奢侈是美好的 | （） （【】） | 小林大兒   | 23.9%               |
| 18                                                        | 103-108 | 2月3日－2月8日          | 父之教誨     | （） （【】） | 渡邊哲也   | 23.4%               |
| 19                                                        | 109-114 | 2月10日－2月15日        | 人窮志短     | （） （【】） | 木村隆文   | 24.7%               |
| 20                                                        | 115-120 | 2月17日－2月22日        | 重要的人     | （） （【】） | 渡邊哲也   | 23.5%               |
| 21                                                        | 121-126 | 2月24日－3月1日         | 悠太郎之亂   | （） （【】） | 佐佐木善春 | 23.2%               |
| 22                                                        | 127-132 | 3月3日－3月8日          | 戰爭的滋味   | （） （【】） | 木村隆文   | 22.9%               |
| 23                                                        | 133-138 | 3月10日－3月15日        | 將要見到你   | （） （【】） | 佐佐木善春 | 25.3%               |
| 24                                                        | 139-144 | 3月17日－3月22日        | 延後開戰     | （） （【】） | 盆子原誠   | 23.0%               |
| 25                                                        | 145-150 | 3月24日－3月29日        | 意外的招待   | （） （【】） | 木村隆文   | 23.1%               |
| 平均收視率：22.4%（收視率由Video Research於關東地區統計） |         |                         |              |               |            |                     |

## 相關節目

### 大聲說多謝款待！
2014年4月19日，19:30至21:00於BS Premium 播出的派生劇。以本篇1年後（1948年（昭和23年）7月）大阪為背景，長男泰介的初戀之旅，跟本篇故事有連結，及插入過去各個回憶錄的精華版。泰介初戀對象的父親由千原靖史飾演。劇本為加藤綾子，導演為福岡利武。

## 外部連結
- NHK官方網站 （页面存档备份，存于）（日語）
- 台灣緯來日本台官方網站 （页面存档备份，存于）（繁體中文）
- 台灣中視官方網站 （页面存档备份，存于）（繁體中文）
- 台灣緯來戲劇台官方網站 （页面存档备份，存于）（繁體中文）
- 香港無綫電視官方網站 （页面存档备份，存于）（繁體中文）
- 互联网电影数据库（IMDb）上《多謝款待》的资料（英文）

| 日本 NHK綜合台 連續電視小說 | 日本 NHK綜合台 連續電視小說           | 日本 NHK綜合台 連續電視小說 |
| --------------------------- | ------------------------------------- | --------------------------- |
|                             | （2013年9月30日－2014年3月29日）      |                             |
| （2013年4月1日－9月28日）   | 花子與安妮 （2014年3月31日－9月27日） |                             |

| 臺灣 緯來日本台 週一至週五 20:00-22:00 | 臺灣 緯來日本台 週一至週五 20:00-22:00 | 臺灣 緯來日本台 週一至週五 20:00-22:00 |
| -------------------------------------- | -------------------------------------- | -------------------------------------- |
|                                        | （2014年5月27日－8月1日）              |                                        |
| （2014年4月21日－5月26日）             | （2014年8月4日－8月18日）              |                                        |

| 臺灣 中視數位台 週一至週五 21:00-22:00 · 4月2日起 16:00-17:00 | 臺灣 中視數位台 週一至週五 21:00-22:00 · 4月2日起 16:00-17:00 | 臺灣 中視數位台 週一至週五 21:00-22:00 · 4月2日起 16:00-17:00 |
| ------------------------------------------------------------- | ------------------------------------------------------------- | ------------------------------------------------------------- |
|                                                               | （2015年1月28日－4月13日）                                    |                                                               |
| 風中奇緣 （2014年12月8日－2015年1月27日）                     | 武媚娘传奇（20:00-22:00） （2015年4月2日－7月23日）           |                                                               |

| 臺灣 緯來戲劇台 週一至週五 18:00-20:00  | 臺灣 緯來戲劇台 週一至週五 18:00-20:00 | 臺灣 緯來戲劇台 週一至週五 18:00-20:00 |
| --------------------------------------- | -------------------------------------- | -------------------------------------- |
|                                         | （2016年9月20日－2016年10月24日）      |                                        |
| (重播) （2016年8月16日－2016年9月19日） | （2016年10月25日－2016年11月22日）     |                                        |

| 香港 無綫電視J2 逢星期六、日 18:05-19:00 · 2月8日、21日、3月8日及7月18日 暫停播映 · 5月2日起逢星期六 17:30/17:35-19:00 · 8月29日 17:00-19:00 | 香港 無綫電視J2 逢星期六、日 18:05-19:00 · 2月8日、21日、3月8日及7月18日 暫停播映 · 5月2日起逢星期六 17:30/17:35-19:00 · 8月29日 17:00-19:00 | 香港 無綫電視J2 逢星期六、日 18:05-19:00 · 2月8日、21日、3月8日及7月18日 暫停播映 · 5月2日起逢星期六 17:30/17:35-19:00 · 8月29日 17:00-19:00 |
| --- | --- | --- |
| | （2015年1月31日－8月29日） | |
| （2014年7月6日－2015年1月24日） | Music Café（星期六） （2015年9月5日－）勁歌金曲J2版（星期日） （2015年4月26日－）                                                            | |

| 马来西亚 Astro全佳HD 星期一至五 16:30 - 17:00 | 马来西亚 Astro全佳HD 星期一至五 16:30 - 17:00 | 马来西亚 Astro全佳HD 星期一至五 16:30 - 17:00 |
| --------------------------------------------- | --------------------------------------------- | --------------------------------------------- |
|                                               | （2014年10月6日－2015年1月16日）              |                                               |
| （2014年6月19日－2015年10月3日）              | —                                             |                                               |

| 臺灣 東森戲劇台 每週一至週五 18:00 - 20:00    | 臺灣 東森戲劇台 每週一至週五 18:00 - 20:00  | 臺灣 東森戲劇台 每週一至週五 18:00 - 20:00 |
| --------------------------------------------- | ------------------------------------------- | ------------------------------------------ |
|                                               | 多謝款待 （2017年11月27日－2017年12月28日） |                                            |
| 幸福鐵板燒 （2017年10月26日－2017年11月24日） | 皮諾丘 （2017年12月29日－）                 |                                            |